# Кавказская ящерица
Кавка́зская я́щерица (лат. Darevskia caucasica) — вид ящериц из семейства настоящих ящериц.

## Описание

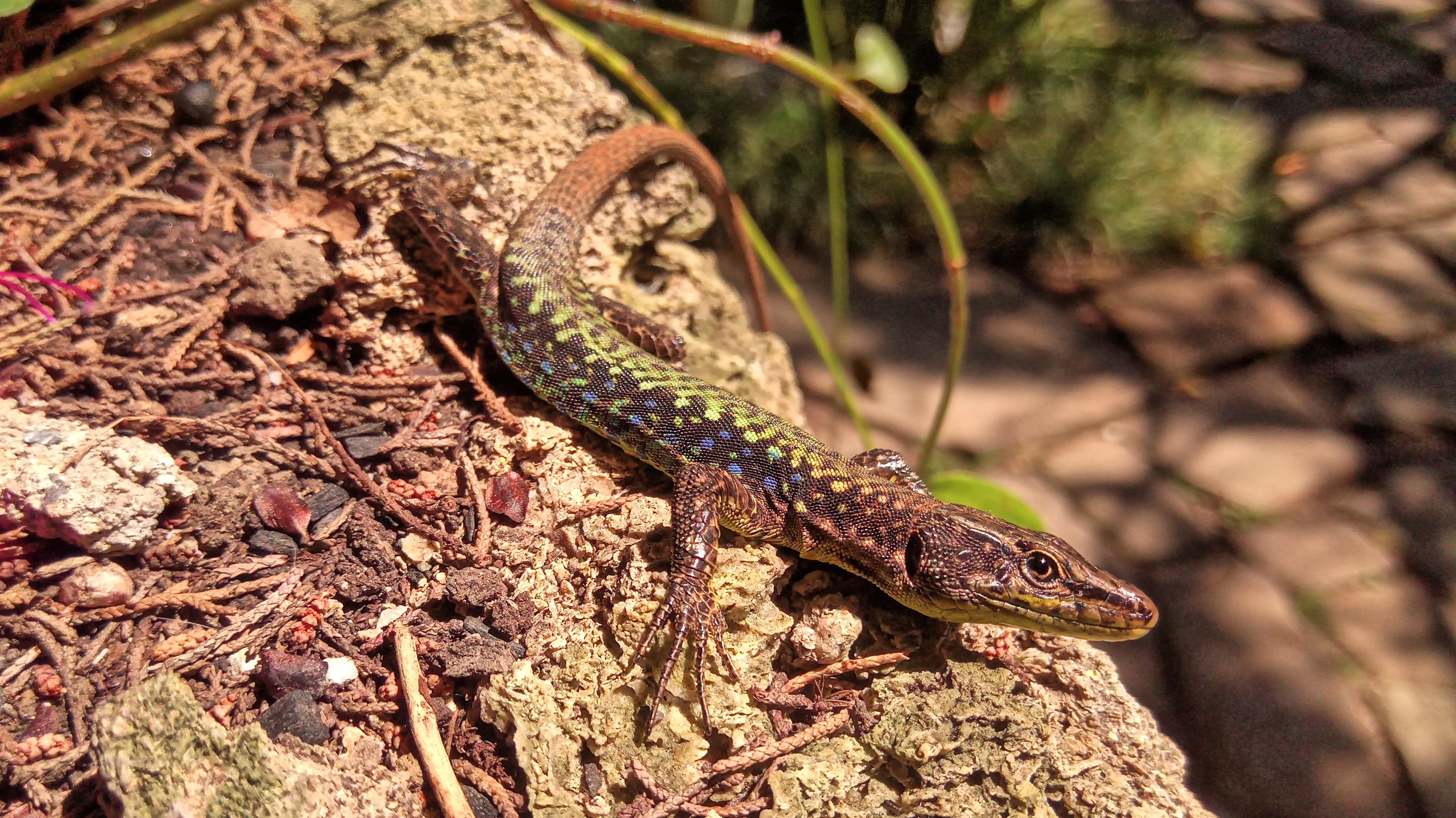

Тело имеет длину до 64 мм (молодые 22—27 мм), хвост до 122 мм. Сверху зеленая окраска (чаще у самцов), коричневатая или серо-пепельная, а по хребту ещё проходят 2 ряда мелких темных пятен в виде полосы.

## Среда обитания и образ жизни
Встречается в умеренно влажных биотопах на скалах вплоть до альпийского пояса (выше 3000 м). Численность до 85—100 особей на 1 км маршрута. Активность дневная. Зимовка с сентября—октября до марта—апреля. В конце июня — июле откладывают 2—6 яиц размером около 6,5×11,5 мм, из которых в августе появляются молодые особи, достигающие половой зрелости в возрасте 2 лет при длине тела 49—51 мм.
Питание: перепончатокрылые, двукрылые, жуки, клопы, бабочки, цикадки, прямокрылые и пауки.

## Ареал
Обнаружены по обе стороны Главного Кавказского хребта, от Эльбруса на западе до северо-восточного Азербайджана и горного Дагестана на востоке.

## Классификация
Ранее этот вид понимался как Lacerta saxicola — Кесслер (non Eversmann), 1878: 154. Под названием Lacerta caucasica был описан в 1909 году. В 1999 году был выделен отдельный род скальных ящериц (Darevskia).
В синонимику вида входят названия:
- Darevskia caucasica  (Mehely, 1909)
- Lacerta caucasica vedenica Darevsky, Roitberg, 1999. Russ. J. Herp., 6, No. 3: 209. Terra typica: 1 км южнее с. Ведено, Чечня — подвид
- Lacerta caucasica  Mehely, 1909 — Казбек (Центр. Кавказ).
- Lacerta saxicola caucasica — Никольский, 1915: 380; Lantz et Cyren, 1936: 165; Терентьев и Чернов, 1949: 188.
- Lacerta saxicola (часть).